# 魂のゆくえ
『魂のゆくえ』（たましいのゆくえ）は、くるりの8枚目のオリジナルアルバム。

## 概要
オーケストラをフィーチャーした前作『ワルツを踊れ Tanz Walzer』から一転、ロックを基調としながらも、ルーツロック、ジャズ、ソウル、ブルース、エレクトロニカ等を採り入れたサウンドに仕上がっている。
くるりとしては珍しく、ほぼノーコンセプトで制作された。シンプルにやりたくて、根本を掘り下げていった作品。ほとんどの歌詞も何も考えずに、メロディと一緒に出ていた。岸田曰く「根本にある本音や無意識が全部出てきた」。
今作は主にニューヨークでTOM DURACKとともにレコーディングが行われた。また、日本で三柴理、内橋和久らとともにレコーディングした音源も収録されている。
「特に苦しんでいる人に聴いてほしい」「いいステップを踏み出す一歩にするために聴いてほしい」と岸田がコメントした。今作の制作期間中の岸田は私生活のトラブルが原因で精神的に追い込まれており、心身共に絶不調だったという。レコーディング中に限界を迎えてしまった岸田は自身の歌入れを先に済ませ、他のメンバーをニューヨークに残したまま一足先に日本へ帰国してしまった。後に岸田は、本作や次作『言葉にならない、笑顔を見せてくれよ』の制作時期を振り返り、「まぁつまり、元気なかったんです俺」と書いている。
この時期に書かれた未発表曲のうちいくつか（「その線は水平線」「心のなかの悪魔」）は、のちにシングルやアルバムのリードナンバーとして発表されている。
初回限定盤にはボーナストラックとして、2009年2月に発売された「三日月」が収録される。また、「謎の板」が封入されている。
「謎の板」は現実世界を舞台に展開されるゲームイベント・ARG（Alternative Reality Game）に使用するアイテム。CDショップや雑誌などあらゆるメディアと連動するスタイルでクエスト攻略へのヒントが示され、インターネットを通じて多くのプレイヤーが謎解きに挑戦した。

## 収録曲

### 初回限定盤
| 全作詞・作曲: 岸田繁、全編曲: くるり。 |                                      |        |            |      |
| #                                      | タイトル                             | 作詞   | 作曲・編曲 | 時間 |
| 1.                                     | 「LV45」                             | 岸田繁 | 岸田繁     | 3:41 |
| 2.                                     | 「愉快なピーナッツ」                 | 岸田繁 | 岸田繁     | 5:07 |
| 3.                                     | 「太陽のブルース」                   | 岸田繁 | 岸田繁     | 4:40 |
| 4.                                     | 「夜汽車」                           | 岸田繁 | 岸田繁     | 3:52 |
| 5.                                     | 「リルレロ」                         | 岸田繁 | 岸田繁     | 3:09 |
| 6.                                     | 「つらいことばかり」                 | 岸田繁 | 岸田繁     | 3:27 |
| 7.                                     | 「さよならリグレット」               | 岸田繁 | 岸田繁     | 3:34 |
| 8.                                     | 「かごの中のジョニー」               | 岸田繁 | 岸田繁     | 7:14 |
| 9.                                     | 「Natsuno」                          | 岸田繁 | 岸田繁     | 3:06 |
| 10.                                    | 「デルタ」                           | 岸田繁 | 岸田繁     | 6:19 |
| 11.                                    | 「魂のゆくえ」                       | 岸田繁 | 岸田繁     | 4:13 |
| 12.                                    | 「ベベブ」                           | 岸田繁 | 岸田繁     | 4:04 |
| 13.                                    | 「背骨」                             | 岸田繁 | 岸田繁     | 5:57 |
| 14.                                    | 「三日月」(初回限定ボーナストラック) | 岸田繁 | 岸田繁     | 2:52 |
| 合計時間:                              | 合計時間:                            | 61:15  |            |      |

### 通常盤
| 全作詞・作曲: 岸田繁、全編曲: くるり。 |                        |        |            |      |
| #                                      | タイトル               | 作詞   | 作曲・編曲 | 時間 |
| 1.                                     | 「LV45」               | 岸田繁 | 岸田繁     | 3:39 |
| 2.                                     | 「愉快なピーナッツ」   | 岸田繁 | 岸田繁     | 5:06 |
| 3.                                     | 「太陽のブルース」     | 岸田繁 | 岸田繁     | 4:38 |
| 4.                                     | 「夜汽車」             | 岸田繁 | 岸田繁     | 3:51 |
| 5.                                     | 「リルレロ」           | 岸田繁 | 岸田繁     | 3:07 |
| 6.                                     | 「つらいことばかり」   | 岸田繁 | 岸田繁     | 3:25 |
| 7.                                     | 「さよならリグレット」 | 岸田繁 | 岸田繁     | 3:32 |
| 8.                                     | 「かごの中のジョニー」 | 岸田繁 | 岸田繁     | 7:12 |
| 9.                                     | 「Natsuno」            | 岸田繁 | 岸田繁     | 3:04 |
| 10.                                    | 「デルタ」             | 岸田繁 | 岸田繁     | 6:17 |
| 11.                                    | 「魂のゆくえ」         | 岸田繁 | 岸田繁     | 4:11 |
| 12.                                    | 「ベベブ」             | 岸田繁 | 岸田繁     | 4:02 |
| 13.                                    | 「背骨」               | 岸田繁 | 岸田繁     | 5:44 |
| 合計時間:                              | 合計時間:              | 57:48  |            |      |

### 曲解説
1. LV45
2. 愉快なピーナッツ
  - 22ndシングル。Apple「iPhone 3GS」CMソング。
3. 太陽のブルース
  - 大鵬薬品「チオビタドリンク」CMソング
4. 夜汽車
5. リルレロ
6. つらいことばかり
7. さよならリグレット
  - 20thシングル。ハウス食品「ジャワカレー」CMソング。
8. かごの中のジョニー
21stシングルのカップリング曲。カップリングコンパイルアルバム『僕の住んでいた街』にも収録されている。
9. Natsuno
10. デルタ
11. 魂のゆくえ
本作のタイトル曲。またPVが存在する。
12. ベベブ
13. 背骨
14. 三日月（初回限定ボーナストラック）
  - 21stシングル。NHK土曜時代劇『浪花の華〜緒方洪庵事件帳〜』主題歌。

## 演奏
- 岸田繁：Vocals, Guitars (#1-14)
- 佐藤征史：Bass Guitars, Background Vocals (#1-14)
- 堀川裕之 (BOBO)：Drums, Percussions, Background Vocals
- 世武裕子：Piano, Keyboards, Background Vocals
- 三柴理 (筋肉少女帯)：Piano (#6.7.8)
- 内橋和久：Guitars (#8.15)
- 佐藤良成 (ハンバート ハンバート)：Fiddle (#8)
- 土岐麻子：Background Vocals (#7)
- 権藤知彦：Euphonium, Horn Arrangement (#7)
- 佐藤秀徳：Flugelhorn (#7)
- 伴野涼介：French Horn (#7)
- 今込治：Trombone (#7)
- 齋藤雄介：Clarinet (#7)
- 高林美樹：Bassoon (#7)